# Polycarpa papillata
Polycarpa papillata är en sjöpungsart som först beskrevs av Sluiter 1885.  Polycarpa papillata ingår i släktet Polycarpa och familjen Styelidae. Inga underarter finns listade i Catalogue of Life.